# Oxybelis brevirostris
Espèce
Synonymes
- Dryophis brevirostris Cope, 1861
- Oxybelis coerulescens Jan, 1863

Oxybelis brevirostris est une espèce de serpents de la famille des Colubridae.

## Répartition
Cette espèce se rencontre au Honduras, au Nicaragua, au Costa Rica, au Panamá, dans l'ouest de la Colombie et dans l'Ouest de l'Équateur.

## Étymologie
Son nom d'espèce, du latin brevis, « court », et rostris, « museau », lui a été donné en référence à sa morphologie.

## Publication originale
- Cope, 1861 "1860" : Catalogue of the Colubridæ in the Museum of the Academy of Natural Sciences of Philadelphia. Part 3. Proceedings of the Academy of Natural Sciences of Philadelphia, vol. 12, p. 553-566 (texte intégral).